# San Antonio Xiat
San Antonio Xiat es una localidad, comisaría del municipio de Cansahcab en el estado de Yucatán localizado en el sureste de México.

## Toponimia
El nombre (San Antonio Xiat) hace referencia a Antonio de Padua y xiat proviene del idioma maya.

## Demografía
Según el censo de 2005 realizado por el INEGI, la población de la localidad era de 171 habitantes, de los cuales 93 eran hombres y 78 eran mujeres.
| 9                           | 186 | ? | 76 | 8272 | 110 | 109 | 148 | 111 | 139 | 159 | 159 | 171 |
| (Fuente: INEGI [Consultar]) |     |   |    |      |     |     |     |     |     |     |     |     |